# Great Trigonometrical Survey
De Great Trigonometrical Survey (ook wel: Great Trigonometric Survey (of India)) was een project dat als doel had het hele Indische subcontinent met grote nauwkeurigheid te meten en in kaart te brengen. Het project werd in 1802 gestart onder de verantwoordelijkheid van het Britse koloniale bestuur en het werd in 1871 voltooid. Daarbij maakten de landmeters gebruik van driehoeksmeting, het wiskundige principe uit de goniometrie (trigonometry in het Engels) dat de vorm een netwerk van driehoeken volledig bepaald kan worden met hoekmetingen, dus zonder afstanden te hoeven meten.

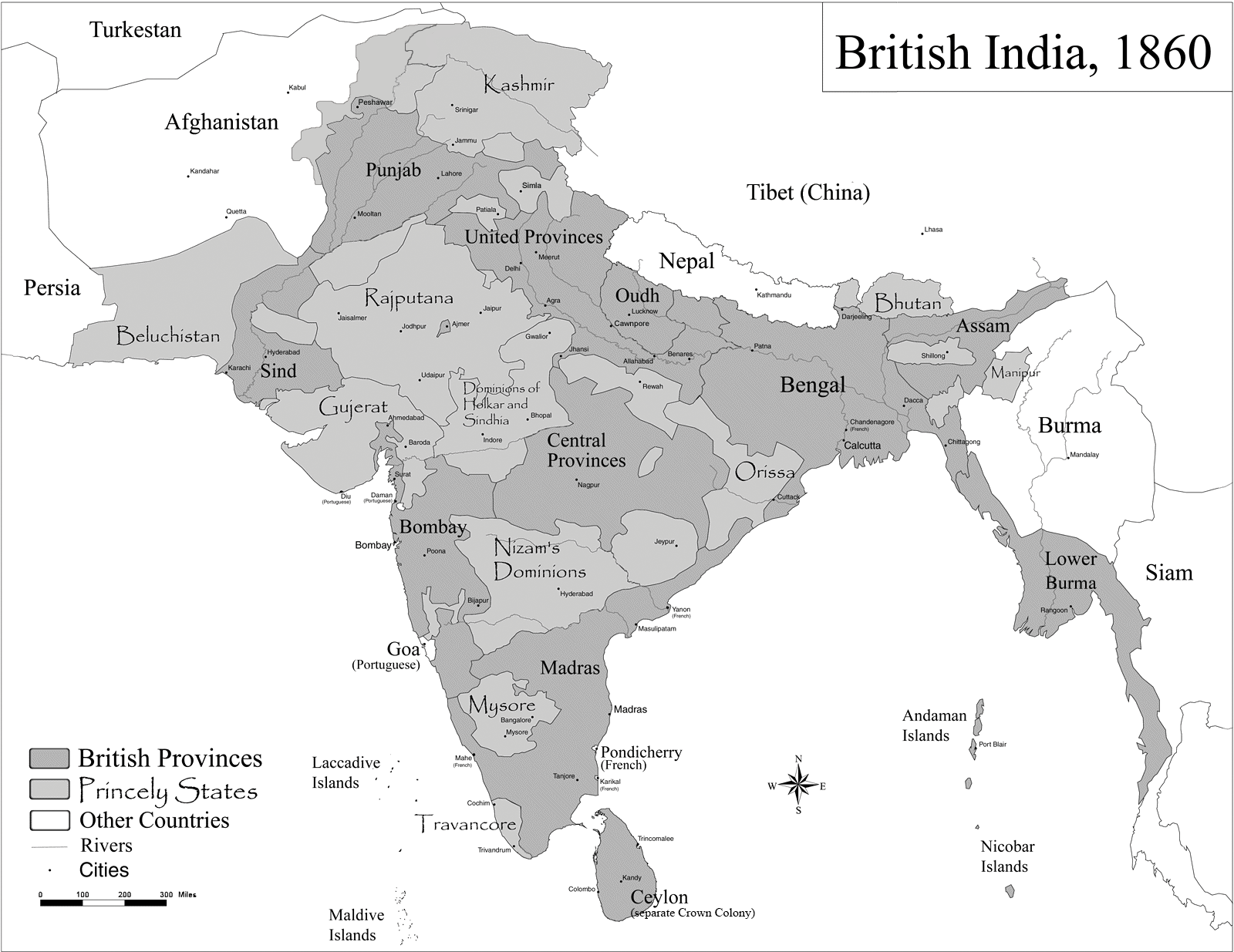
Brits India in 1860: koloniale gebieden in donkergrijs, semi-afhankelijke Vorstenlanden in lichtgrijs

De Great Trigonometrical Survey was niet het eerste project waarmee een land op basis van driehoeksmeting in kaart werd gebracht. Maar gezien de enorme afstanden en het feit dat er bijna zeventig jaar mee gemoeid was, werd zij in haar tijd reeds als een uitzonderlijke onderneming beschouwd. Enige duizenden Britten en Indiërs zijn bij het project betrokken geweest. Zij hielden zich niet alleen bezig met het vaststellen van de onderlinge ligging van onder andere kusten, steden en rivieren, maar ook met de hoogteverschillen in het land. Het berekenen van de hoogte van bergen in het gebied was onderdeel van het project en in de Himalaya leverde dat opmerkelijke resultaten op. Daarbij is onomstotelijk komen vast te staan welke berg de hoogste op aarde is: Mount Everest.

## Achtergrond
In 1600 werd de Britse Oost-Indische Compagnie opgericht om het Portugese en Nederlandse monopolie in de specerijenhandel met Azië te doorbreken. In de anderhalve eeuw die volgde, stichtte zij handelsnederzettingen in Zuid-Azië, een gebied dat nu verdeeld is over Pakistan, India, Sri Lanka en Bangladesh. De compagnie was onder meer gemachtigd verdragen te sluiten, oorlogen te voeren, recht te spreken en belastingen te heffen. Daardoor vormde deze groep kooplieden en investeerders in de praktijk het wettelijk bestuur over de in het begin bescheiden koloniale nederzettingen. In de achttiende eeuw veroverde zij steeds grotere gebieden op en rond het subcontinent. Deze moesten alle in kaart gebracht worden, voornamelijk om militaire en belastingredenen. Het verkennen van deze gebieden gebeurde eerst op onsamenhangende wijze, waarbij geproduceerde kaarten niet altijd even goed met werkelijke afstanden overeenkwamen.

### Voorafgaande metingen
In de Slag bij Plassey in 1757 versloeg de Britse bevelhebber Robert Clive in dienst van de Britse Oost-Indische Compagnie het leger van de nawab van Bengalen, waarmee de compagnie het bestuur verkreeg over een groot gebied met miljoenen inwoners, waarvan nog nauwelijks goede kaarten bestonden. De compagnie nam landmeters en andere wetenschappers in dienst om de belangrijkste routes en plaatsen te verkennen, alsmede te documenteren. Zo onderzocht de geograaf en historicus James Rennell tussen 1764 en 1777 grote delen van Bengalen en gebiedsdelen langs de Ganges, in wat nu India is. In 1779 produceerde Rennell zijn Atlas van Bengalen en in 1783 de eerste, min of meer natuurgetrouwe, kaart van geheel India.
Na de definitieve Britse overwinning in 1799 in de oorlogen met Mysore kregen de Britse koloniale autoriteiten ook het directe bestuur over delen van het zuiden van India in handen. Daarop volgden expedities om dit gebied in kaart te brengen, waarbij aandacht was voor topografie, godsdienst, natuurlijke historie en bovenal de staat van de landbouw: voor de handel en de belastingen daarop. De topografische informatie was voornamelijk van militair belang. De Britse militair en ingenieur Colin Mackenzie verrichtte tussen 1800 en 1810 de eerste verkenningen van het voormalige sultanaat Mysore en gebruikte daarbij op kleine schaal al de methode van de driehoeksmeting.

## Driehoeksmeting

Een keten van metingen: AB is de basislijn, ABC de eerste driehoek. Hieraan wordt een tweede en derde driehoek gekoppeld en daar weer andere aan, enzovoort. De blauwe lijnen geven een controlemeting aan.

De driehoeksmeting is als geografisch instrument geïntroduceerd door de Nederlandse wiskundige Gemma Frisius (1508-1555). Zij werd in praktijk gebracht en beschreven door de natuurkundige en astronoom Willebrord Snel van Royen, of Snellius, (1580-1626).
In de landmeting wordt gebruikgemaakt van het principe:
Als van één zijde de lengte bekend is en de twee aanliggende hoeken gemeten zijn, dan kan de lengte van de andere twee zijden uitgerekend worden
Daartoe wordt door landmeters één stuk handmatig en zo nauwkeurig mogelijk opgemeten. Vervolgens wordt een afgelegen punt gekozen, dat van beide uiteinden van deze lijn waargenomen kan worden. Met een instrument dat theodoliet heet, meet men dan de hoeken die de basislijn maakt met de zichtlijnen naar het ver afgelegen punt. Daarna kan de lengte van die zichtlijnen berekend worden. Omdat de lengte van die twee zichtlijnen daarmee bekend is, kunnen deze zelf weer als basislijn dienen voor een aan de eerste driehoek te koppelen tweede en derde driehoek. En daaraan worden opnieuw driehoeken gekoppeld, enzovoort. Zo kunnen op basis van (slechts) één daadwerkelijk gemeten lijn grote afstanden nauwkeurig berekend worden.
Als het zicht het toelaat, kunnen controlemetingen over meerdere driehoeken worden uitgevoerd. Ook kunnen lijnstukken eerst met behulp van driehoeksmeting berekend en vervolgens handmatig nagemeten worden.
Driehoeksmeting levert niet direct gedetailleerde kaarten op, maar vormt eerder het skelet voor verdere cartografische inspanningen, zoals topografische en thematische kaarten.

### Corrigeren voor hoogte
Zelfs in een relatief plat land als Nederland worden soms meetpunten dicht bij de bodem gekoppeld aan kerktorens, zodat voor hoogteverschillen gecompenseerd moet worden om afstanden in een rechte lijn (op zeeniveau) te kunnen berekenen. Waar metingen met waterpasinstrument en een meetlat ontoereikend zijn, kan de hoogte van observatiepunten en van het omliggende landschap ook met een vorm van driehoeksmeting worden vastgesteld.

### Kromming van de aarde
Visueel lijkt de keten van gemeten driehoeken zich steeds in een plat vlak te bevinden, doch over langere afstanden moet gecompenseerd worden voor de kromming van het aardoppervlak. Met behulp van de principes van de boldriehoeksmeting kunnen de waarden aangepast worden, maar de moeilijkheidsgraad van de uit te voeren berekeningen neemt hiermee enorm toe.
Dat de aarde geen perfecte bol is, had Isaac Newton reeds wiskundig aangetoond in zijn Principia van 1687, doch het vaststellen van de precieze afwijkingen in de omtrek van de aarde heeft nog eeuwen gevergd. Zo zijn er decennialang felle wetenschappelijke debatten gevoerd rond de vraag of de planeet aan de polen was afgeplat of juist rond de evenaar. De grootste tegenstanders in deze discussie waren aanvankelijk Newton zelf en de Italiaans-Franse astronoom en geograaf Giovanni Domenico Cassini. In de eerste helft van de achttiende eeuw werd het pleit beslecht in het voordeel van Newton, maar het was daarmee nog niet bekend hoeveel de afplatting exact bedroeg.

#### Arc of the Meridian
Een van de methodes om afwijkingen aan de omtrek van de aarde vast te stellen, was het opmeten van een deel van de aardomtrek langs een constante lengtegraad en de uitkomst daarvan te vergelijken met berekeningen op meer noordelijke of zuidelijke plaatsen. Zo'n meting noemt men een graadmeting (meridian arc measurement in het Engels) en zij geschiedde met behulp van de driehoeksmeting zoals hierboven beschreven. Lange tijd gold zij als de enige manier om deze duidelijkheid te verschaffen. Een nevendoel van de Great Trigonometrical Survey was het nauwkeurig opmeten van zo'n meridian arc, van kaap Comorin, de meest zuidelijke punt van India, tot in de uitlopers van de Himalaya. Met een lengte van ruim 2400 km was dit een van de langste ooit gemeten.

### Andere factoren
Er zijn nog meer factoren die een landmeter (in die tijd) in zijn berekeningen moest verwerken, zoals lichtbreking door de atmosfeer, waardoor waarnemingen iets worden afgebogen. Niet in de laatste plaats dienden landmeters op de hoogte te zijn van de beperkingen en mogelijke afwijkingen van hun instrumenten. Bij het opmeten van een basislijn moest de grootst mogelijke precisie worden betracht omdat alle andere berekeningen daaruit voortvloeiden. De allereerste basislijn werd gemeten met ijzeren staven, die door de warmte in zuidelijk India iets gingen uitzetten. Dat moest gemeten en in de berekeningen verwerkt worden.
Om het zeeniveau ter plaatse vast te stellen, werden op acht plaatsen getijdenstations gebouwd. Met getijdehoogtemeters werden daar meerjarige waarnemingen verricht om een gemiddelde te kunnen berekenen over eb, vloed en weersinvloeden.

### Instrumenten

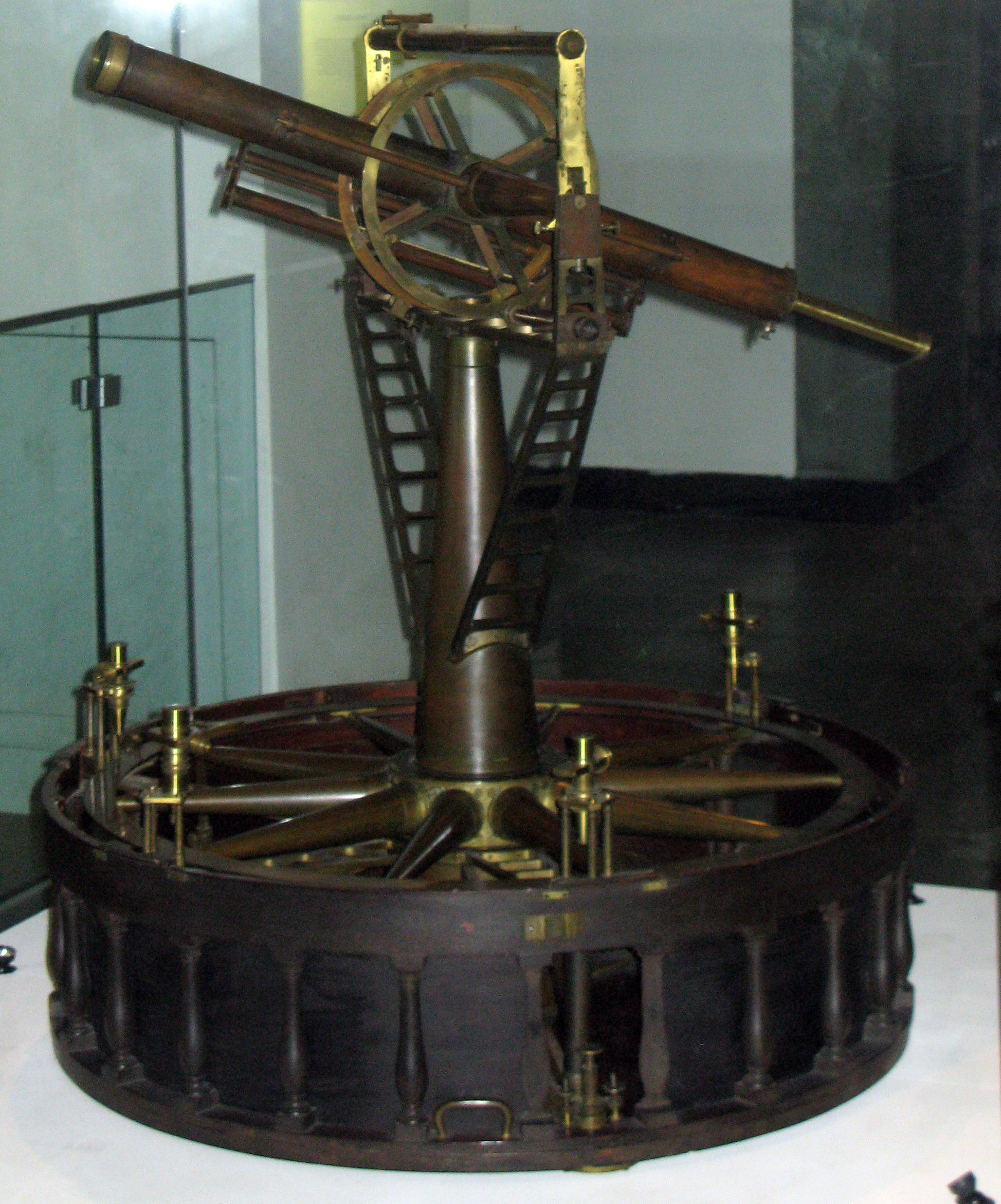
Een theodoliet uit 1791. Het onderstel heeft een diameter van ruim 90 cm

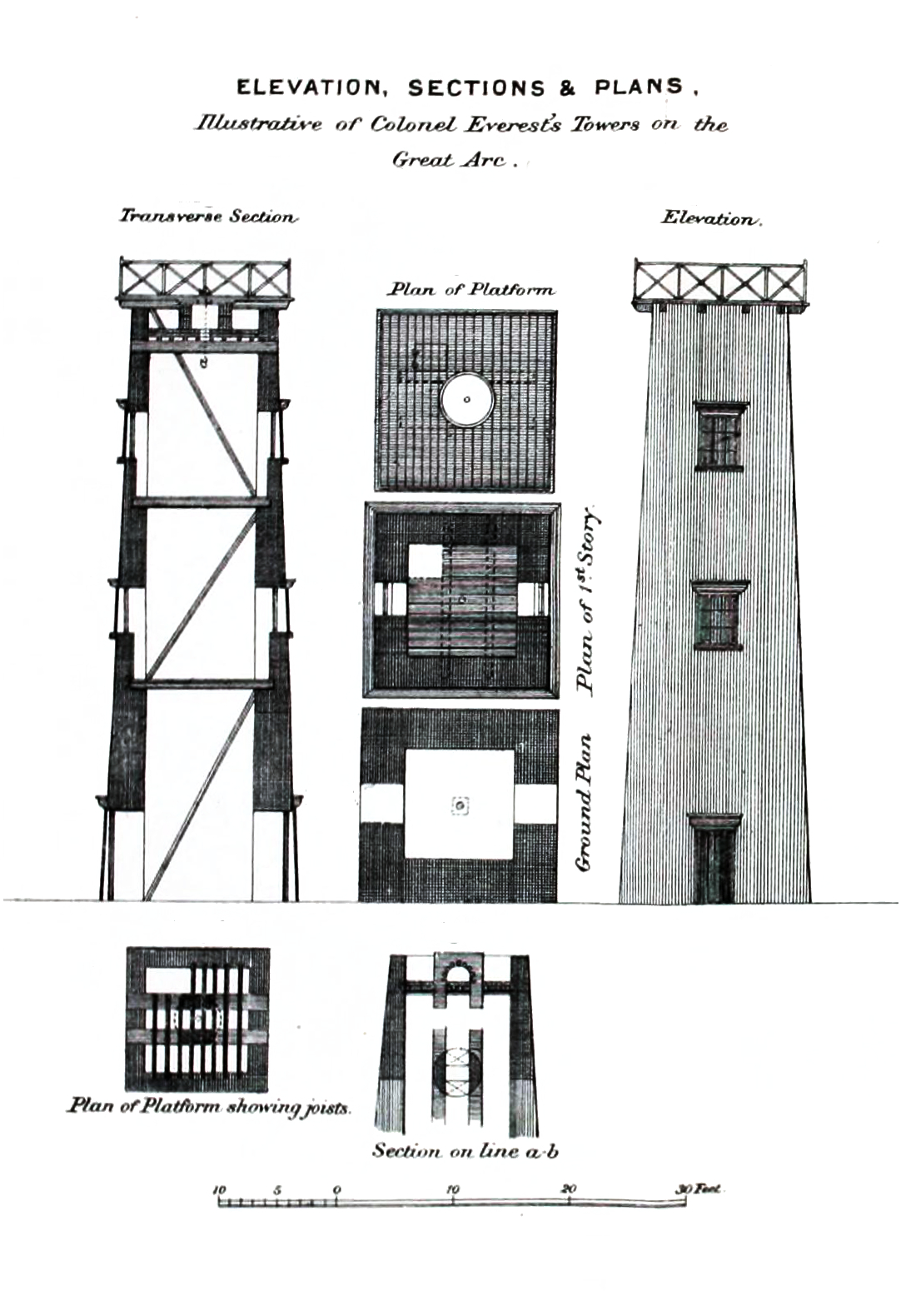
Schetsen voor torens die speciaal voor de metingen werden gebouwd

Een van de belangrijkste hulpmiddelen voor een landmeter in deze periode was de theodoliet, een precisie-instrument voor het meten van horizontale en verticale hoeken. De theodoliet kon met een ingebouwde waterpas horizontaal gezet worden en was voorzien van een kleine telescoop waarmee een observatiepunt in het vizier kon worden gehouden. Met een afleesplaat met schaalverdeling konden de hoeken in beide vlakken met grote nauwkeurigheid worden vastgesteld.
De in deze tijd gebouwde theodolieten waren kolossale gevaartes met een gewicht van rond de 500 kilo. Het waren ook uitzonderlijke instrumenten, waarvan er slecht enkele vervaardigd zijn. Vanwege de verre van ideale omstandigheden ter plaatse kon het instrument niet met paard en wagen vervoerd worden en dat geschiedde daarom door 12 speciaal opgeleide dragers.
Naast theodolieten gebruikten landmeters in die tijd nog diverse andere hulpmiddelen, zoals schietlood, waterpasinstrument, astrolabium en baak.

### Omgevingsfactoren
In de droge tijd kon de lucht in grote delen van India erg stoffig zijn, waardoor metingen met lange zichtlijnen bemoeilijkt werden. Hoewel de moesson (regentijd) dat probleem uit de weg hielp, maakte deze de begaanbaarheid van het terrein er niet makkelijker op, door bijvoorbeeld modder en sterk toenemende vegetatie. Het woord jungle, van jangala (Sanskriet voor "ongecultiveerd land") is in het koloniale India synoniem geworden voor een nat, ondoordringbaar oerbos. Indien een ploeg met seinvlaggen naar een volgend observatiepunt werd gestuurd, kon het in een enkel geval weken duren voordat ze op dat punt arriveerden.
In de tijd van dit project was het oerwoud nog meer dan tegenwoordig het domein van tijgers, pythons, schorpioenen en wilde olifanten. Daar moesten de meetploegen zich met regelmaat een weg door banen, met soms ongelukkige gevolgen. Ook tropische ziektes als malaria waren een groot gevaar en zij velden menig expeditielid, Brits en Indisch. Van de Great Trigonometrical Survey is wel gezegd dat zij meer levens kostte dan menige oorlog uit die tijd.
Ondanks het feit dat de Britten grote delen van het gebied in handen hadden, werd hun bestuur niet overal evenzeer geaccepteerd. Ook zag de plaatselijke bevolking niet altijd het wetenschappelijke nut van het project. Zij beschouwde het vaak als een instrument van koloniale overheersing. De meetploegen moesten derhalve meestal door militairen begeleid worden.

#### Observatiepunten
De punten van waaruit waarnemingen werden gedaan, moesten met zorg gekozen worden. Zo was de afstand tot andere punten van belang: hoe groter de driehoeken, hoe minder er gemeten hoefden te worden. De gemiddelde lengte van een zijde van een driehoek gedurende het hele project was bijna 50 km, de langste zo goed als het dubbele. Dat betekende vrijwel altijd het opzoeken van de hoogte: op heuvels, speciaal gebouwde stellages, tempels of andere gebouwen. In sommige gevallen werden torens gebouwd, uitsluitend met als doel over observatiepunten te kunnen beschikken. Veel van die torens staan thans nog overeind, andere zijn (deels) ingestort. Inwoners van de betreffende gebieden houden de bouwwerken na bijna 200 jaar vaak voor vervallen kerken of vuurtorens.
Het opzoeken van de hoogte hield extra zware inspanningen in voor de dragers van de theodoliet, met de nodige risico's voor het instrument. Zo koos Lambton in 1808 eens de top van de Brihadisvaratempel (65,8m) als waarnemingspunt. Tijdens het ophijsen van de theodoliet begaf een touw het, waarna het instrument een catastrofale val maakte. De reparatie van de theodoliet vergde zes weken, gedurende welke de metingen stillagen. Lambtons opvolger Everest overtuigde de geldschieters aan de hand van onder meer dit incident ervan, dat het beter was een instrumentmaker aan het project toe te voegen.
Bij het waarnemen van afgelegen punten konden bomen en gebouwen in de weg staan en die moesten soms neergehaald worden. Dit vergde niet alleen veel tijd, maar ook wel financiële compensatie aan eventuele eigenaars. Een paar keer heeft men zelfs een heel dorp afgebroken — en naderhand weer opgebouwd.

## Het initiatief van Lambton

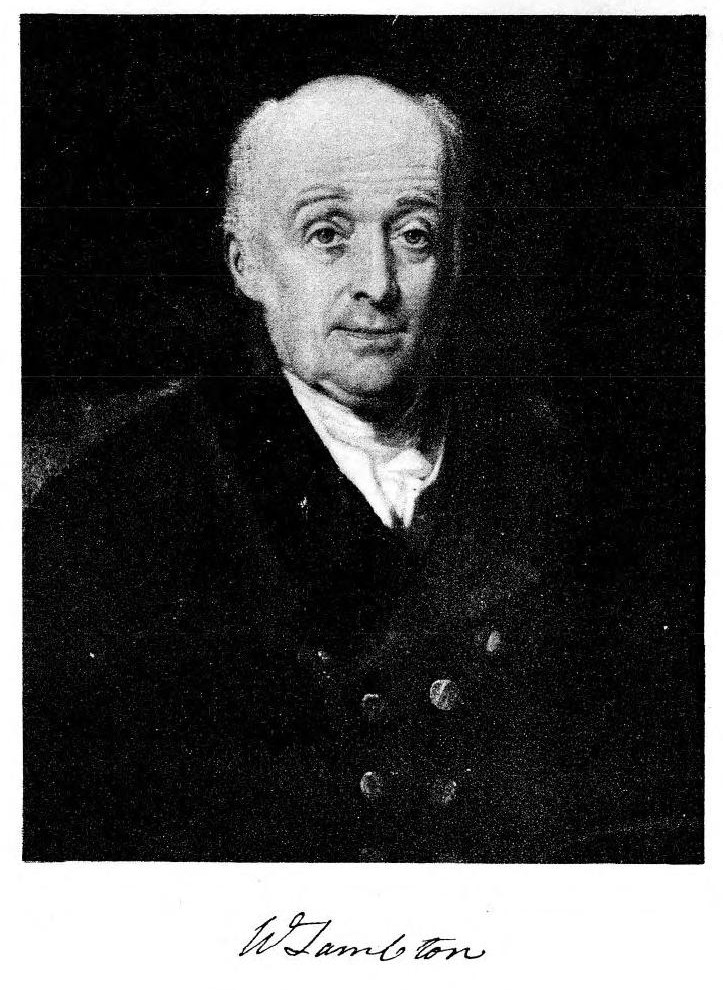
William Lambton

De Britse militair, landmeter en geograaf William Lambton (ca. 1756 – januari 1823) diende vanaf 1796 als luitenant in India. Na de verovering van het sultanaat Mysore in 1799 stelde Lambton voor om Mysore en andere delen van zuidelijk India in kaart te brengen met behulp van driehoeksmeting, zoals dat in Engeland op dat moment ook geschiedde. Net als de inspanningen in Engeland zou er een netwerk van driehoeken worden uitgezet, dat uiteindelijk het hele subcontinent moest bedekken.
Hoewel de toestemming voor het project snel werd verleend, duurde het nog tot 1802 voordat de in Engeland bestelde instrumenten, waaronder een nieuwe theodoliet, ter plaatse arriveerden. Het schip dat dit instrument naar India vervoerde, viel onderweg ten prooi aan Franse kapers, die het naar Mauritius brachten. De Franse gouverneur van dat eiland, Charles Decaen, liet de theodoliet -vergezeld van een beleefde brief- naar India doorsturen. De meetketting die voor het opmeten van de basislijn werd gebruikt, was oorspronkelijk bedoeld als geschenk van de Britten aan de keizer van China. Hovelingen in Peking weigerden deze en Lambton verkreeg de ketting in Calcutta van de astronoom die ermee op de terugweg was naar Engeland. In 1802 arriveerde een tweede meetketen, van de hand van de gerenommeerde instrumentmaker Jesse Ramsden. Deze werd in reserve gehouden en gebruikt om het eerste instrument vóór en tijdens metingen aan te ijken.

### Meten van de basislijn
Voor het opmeten van de basislijn koos Lambton een vlakte ten zuiden van St Thomas Mount, bij Chennai, aan de zuidoostkust. Over een lengte van 7,5 mijl (12,1 km) werden door militairen bomen, bosjes en andere obstakels verwijderd, waarna het feitelijke meten begon. De 100 voet (30,48 m) lange meetketting bestond uit 40 onderling verbonden ijzeren staven van 2½ voet (76,2 cm) elk. Om haar tegen de zon te beschermen werd zij -ook tijdens het meten- in houten kisten bewaard en werd de temperatuur in de kisten regelmatig gemeten, teneinde uitzetten van het metaal door warmte in de berekeningen te kunnen verwerken. Deze meting duurde van 10 april tot en met 22 mei 1802. Met onder meer astronomische technieken berekende Lambton vervolgens de exacte plaats op aarde van deze locatie en vergeleek deze met gegevens die verstrekt werden door de sterrenwacht van Chennai.

### Eerste series
Vanaf de basislijn werd een eerste serie van driehoeken gemeten tot aan de hoogvlakte van Mysore. Bij Bangalore berekende een assistent van Lambton een tweede basislijn, als controle op de uitgevoerde metingen. Met een tweede serie van metingen, onder meer over de 1748 m hoge top van de Tadiandamol, werd in 1806 bij Kannur de Malabarkust bereikt. De afstand van kust tot kust bleek op deze breedte 360 mijl te bedragen, waar voorheen 400 mijl werd aangehouden. Daarmee was het bewijs geleverd dat eerder gebruikte methodes ontoereikend waren om dergelijke afstanden vast te stellen en dat driehoeksmeting de beste resultaten opleverde.

### Zuid-India
Na de eerste series wijdde Lambton zich voornamelijk aan het opmeten van driehoeken voor de geodetische boog. Zijn team trok zo van Bangalore naar het meest zuidelijke punt van India: kaap Comorin. Deze inspanning werd in 1811 voltooid, waarna Lambton zijn blik weer noordelijker richtte: op de boog boven Bangalore en op metingen langs de kusten. Het werden lange jaren van intensieve metingen, waarbij gevaren als malaria, tijgers en schorpioenen hun tol eisten. Ook aan steun door de autoriteiten en erkenning in wetenschappelijke kring moet het Lambton bij regelmaat ontbroken hebben.
De meetketen stak de rivier de Tungabhadra over en belandde daarmee in het vorstendom Haiderabad. In 1818 vestigde Lambton een nieuwe basis bij de stad Bidar, om er een nieuwe basislijn te meten en er astronomische waarnemingen voor de plaatsbepaling te verrichten.

### Officiële status
In datzelfde jaar kreeg de onderneming grotere erkenning doordat Francis Rawdon-Hastings, de Gouverneur-Generaal van Brits-Indië, haar onder zijn bestuur bracht. Vanaf dat moment stond zij bekend als The Great Trigonometrical Survey of India. De in Wales geboren landmeter en geograaf George Everest werd in 1818 als eerste assistent aan Lambtons team toegevoegd. Everest werd naar gebieden gezonden waar malaria en de tegenwerking van de bevolking voor problemen bij het meten zorgden. Hoewel hij die klus klaarde, moest Everest in 1820 om gezondheidsredenen voor enige tijd naar Zuid-Afrika. Lambton ging intussen door met het uitzetten van driehoeken, voornamelijk langs de geodetische boog tot voorbij de achttiende breedtegraad. Op 20 januari 1823 overleed William Lambton in de plaats Hinganghat, waar hij aan metingen werkte. In de ruim 20 jaar dat hij aan het project werkte, had men een geodetische boog van ruim 1100 km opgemeten, alsmede een gebied van meer dan 428.000 km² met een netwerk van metingen bestreken.

## Voortzetting door George Everest

Kaart uit 1847 van de meetseries tussen Sironj en Dehradun

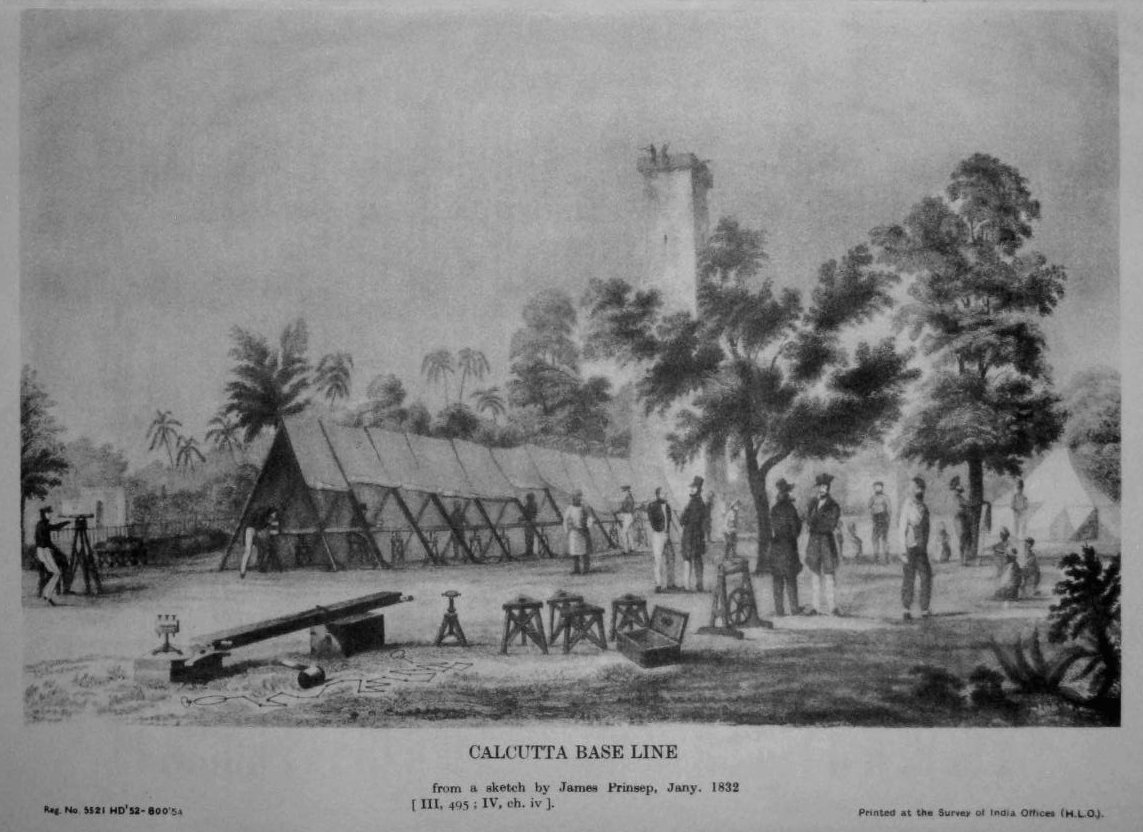
Meten van een basislijn bij Calcutta in 1832. Op de schets is te zien hoe meetstaven op schragen werden gelegd om ze perfect horizontaal te krijgen, en hoe ze in de schaduw gehouden werden om uitzetting van de staven door hitte te voorkomen.

George Everest, die in januari 1823 aan het meten was tussen Bidar en Mumbai, werd na de dood van zijn superieur benoemd tot hoofd van de Great Trigonometrical Survey. Personele problemen stelden hem dat jaar voor meerdere uitdagingen. Zo overleed nog een belangrijk lid van het project, nam een vertrouweling ontslag en wilde de meerderheid van Lambtons mannen, afkomstig uit Chennai, zich niet verder van huis begeven. Toch lukte het Everest om een 680 km lange serie naar Sironj, een dorp ten noorden van Bhopal, te voltooien. In Sironj werd een nieuwe basis voor het project opgezet. In deze periode werd Everest geplaagd door koortsaanvallen, die zozeer verslechterden dat hij in 1825 met ziekteverlof naar Engeland moest. Tijdens de afwezigheid van Everest berekende een van zijn assistenten, Joseph Olliver, de 1100 km lange serie van Sironj naar Calcutta.

### Verblijf in Engeland
Everests herstel duurde veel langer dan verwacht en hij zou tot 1830 in Engeland blijven. Daar stelde hij zich op de hoogte van de nieuwste wetenschappelijke en technische ontwikkelingen met betrekking tot de landmeetkunde. Everest bestelde een verbeterde en lichtere theodoliet. De instrumentmakers Troughton & Simms bouwden dit apparaat en vervaardigden ook zes kleinere exemplaren voor ondersteunende metingen. Voor het nog nauwkeuriger opmeten van basislijnen schafte hij een compensatiestaaf aan, ook wel Colby bars genaamd. Dit door Thomas Frederick Colby, hoofd van de Ordnance Survey, bedachte apparaat maakte gebruik van de verschillen in uitzetten van de metalen ijzer en messing, om meetafwijkingen bij hogere of lagere omgevingstemperaturen te kunnen compenseren.
Het belangrijkste dat Everest in deze tijd voor elkaar kreeg, was het overtuigen van de koloniale autoriteiten van een nieuwe opzet voor het project. Waar de metingen van Lambton als een soort visnet over het hele subcontinent uitgespreid werden, stelde Everest een soort raster of traliewerk van meetketens voor, waarmee het gebied (slechts) op hoofdlijnen zou worden opgemeten. De tussenliggende gebieden konden dan met minder mensen en eenvoudiger middelen in kaart worden gebracht.

### Surveyor General
Kort na zijn terugkomst in India, werd Everest benoemd tot Surveyor General of India (hoofd van de Survey of India, de cartografische dienst). Deze functie was lastig te combineren met het veldwerk dat hij zo belangrijk vond. Noodgedwongen moest hij veel werk aan assistenten overlaten, die daardoor echter in hun functie konden groeien. Zijn latere opvolger Andrew Waugh was daar een voorbeeld van. In 1832 hervatte Everest de metingen aan de geodetische boog, terwijl andere teams aan series ten oosten en westen werkten. Nadat de Survey het hoogland van de Dekan had verruild voor de vlaktes rond de Ganges, moesten de methodes hier en daar aangepast worden. Hoogte voor de observatiepunten was alleen bereikbaar door het bouwen van 10 tot 20 meter hoge torens of houten stellages. Waarnemingen in dit gebied werden bemoeilijkt door de stoffige lucht en rook van steenfabrieken en kalkovens. Vanwege deze omstandigheden werden kleinere driehoeken met behulp van heliotropen (zonnespiegels) in kaart gebracht. Voor de grotere exemplaren werd 's nachts met signaallampen gemeten. Al die extra apparatuur en de bouwploegen voor het oprichten van stellages zorgden ervoor dat de meetploeg van Everest uitgroeide tot een indrukwekkende colonne, voorzien van 42 kamelen (voor de instrumenten en voorraden), 30 paarden (voor de officieren) en 4 olifanten (voor Everest en zijn assistenten). De circa 700 soldaten, dragers en arbeiders reisden te voet.

### Voltooien van de Great Arc
Eind 1834 begon het laatste stadium van de meting aan de geodetische boog met het uitzetten van een basislijn bij Dehradun, in de Siwaliks (uitlopers van de Himalaya). Vanwege meerdere controlemetingen waren met dit onderdeel drie maanden gemoeid. Vervolgens werd een klein observatorium gebouwd en werden meetketens berekend om de nieuw gemeten basislijn te koppelen aan series die jaren eerder bij Sironj waren uitgezet. Bovendien werden veel hoekmetingen uit het voorgaande decennium met de nieuwe theodoliet nagemeten. Hierna waren slechts een paar driehoeken in noordelijke richting nodig om de geodetische boog door geheel India te completeren, hetgeen in 1841 geschiedde. Na voltooiing van de metingen en publicatie van de resultaten kwam deze wetenschappelijke inspanning als The Great Indian Arc of the Meridian bekend te staan.
Naast metingen aan de geodetische boog werkten Everest en zijn teams ook aan andere series in het kader van diens "ijzeren raster". Zo werden meetketens uitgezet tussen de gemeten lijn Sironj-Calcutta en de grens met Nepal en voltooide men de metingen op de breedtegraad van Mumbai, waar Everest onder Lambton reeds aan werkte. In 1843 ging Everest met pensioen en keerde hij naar Engeland terug. In 1861 werd hij geridderd voor zijn wetenschappelijke inspanningen.

## Opvolging door Andrew Waugh
Op voorspraak van Everest werd een van diens assistenten tot zijn opvolger als Surveyor General én hoofd van het project benoemd. Het was de in India geboren legerofficier en landmeter van Schotse afkomst Andrew Scott Waugh. Deze zette het werk aan het door Everest bedachte raster voort, met name met metingen in het noordwesten van India en in Bengalen.

### Langs de randen van de Himalaya

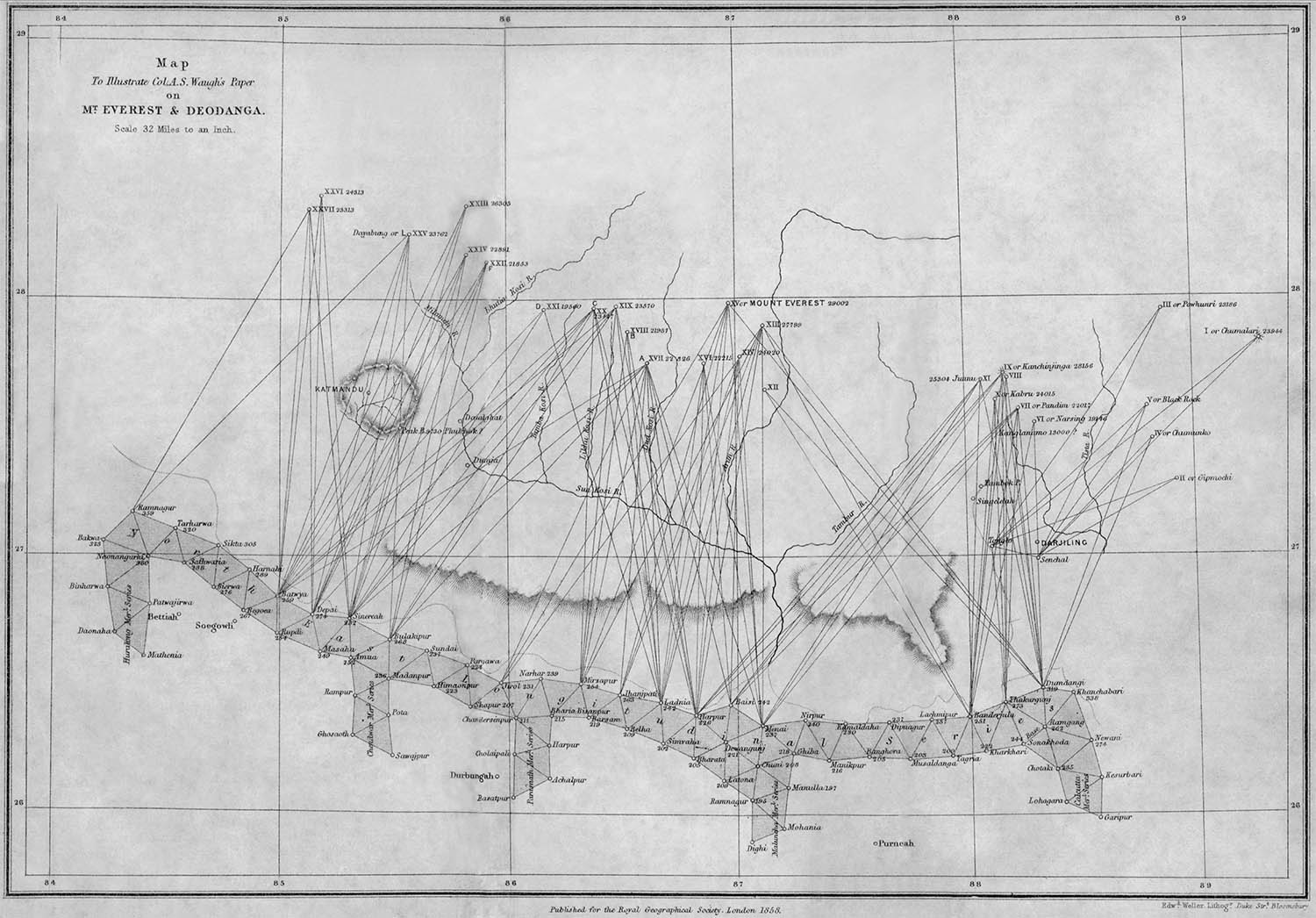
Metingen langs de Himalaya van het laatste derde van de afstand Dehradun-Bengalen

Onder Waugh berekende men hoofdzakelijk series langs de Himalaya. De meetploegen trokken vanuit Dehradun in zuidoostelijke richting naar Bengalen. Nepal was destijds een geïsoleerd koninkrijk dat nauwelijks westerlingen op zijn grondgebied toeliet en het land weigerde medewerking aan het project. Daarom moest men de metingen uitvoeren in de moerassen en oerwouden van de Terai, ten zuiden van de uitlopers van de Himalaya. De ziekte malaria, die in dit gebied veel voorkwam, eiste een grote tol. Van de Britse landmeters is bekend dat circa de helft tijdens deze metingen of in latere jaren aan de gevolgen ervan overleed. Gegevens over de Indiase medewerkers ontbreken.
Tijdens deze series werden ook peilingen en berekeningen uitgevoerd op in Nepal en Tibet gelegen toppen van de Himalaya. Waar de zijden van berekende driehoeken gedurende het project zelden een lengte van 100 km hadden bereikt, moesten nu soms calculaties met het dubbele worden uitgevoerd. Dat vergde grotere inspanningen van de wiskundigen die onder Everest al aan het project waren toegevoegd en die computors werden genoemd. De in Calcutta geboren Chief Computor Radhanath Sikdar voerde in 1852 berekeningen uit op wat men met "Piek XV" aanduidde en kwam tot de slotsom dat hij 29.002 voet (8.840 m) hoog was. Daarmee zou hij de hoogste berg op aarde zijn. Waugh liet verscheidene controlemetingen en herberekeningen uitvoeren, maar het resultaat bleef hetzelfde. Op 1 maart 1856 schreef Waugh aan de Royal Geographical Society dat van Piek XV onomstotelijk was komen vast te staan dat deze de hoogste berg op Aarde was. De lokaal gebruikte naam van de piek kon door de medewerkers van het project niet achterhaald worden, omdat Nepal zo ontoegankelijk was. Waugh noemde de berg naar zijn voorganger: Mount Everest. George Everest was hier zelf geen voorstander van, daar hij immer de voorkeur gaf aan lokaal gebruikelijke namen.

### Naar het oosten en het westen
De medewerkers van Waugh berekenden in deze periode ook de keten langs de westkust, van Mumbai tot Goa en de 770 km lange serie aan de oostkust van Calcutta naar Visakhapatnam. Ook werden in oostelijk India en in Bengalen nog wat kortere series uitgevoerd in het kader van Everests ijzeren raster.
In de jaren 40 van de negentiende eeuw veroverden de Britten de Sindh en Punjab, gebieden in het huidige Pakistan. Hiermee kregen de koloniale autoriteiten er een enorm gebied bij, dat eveneens opgemeten diende te worden. Vanuit Dehradun werd in noordwestelijke richting een serie opgemeten naar Attock, aan de Indus, in Punjab. Over een afstand van meer dan 1000 km werd een tweede verbindingsserie van Sironj naar Karachi opgemeten. Deze keten werd vanuit beide steden tegelijk gestart en men trof elkaar ruwweg in het midden. Aansluitend werden er een paar kortere series in zuidelijke richting aan deze keten gekoppeld en dit deel van het project werd in 1860 voltooid. In 1861 nam Waugh afscheid als hoofd van het project en als Surveyor General of India.
Ondertussen was de Britse landmeter en officier Thomas George Montgomerie in 1855 met een eigen team begonnen aan de opmeting van het gebied van de maharadja van Jammu en Kasjmir. Zijn meetseries werden bij Jammu aan eerdere metingen verbonden. Het meten van de toppen van de Karakoram was onderdeel van dit deelproject en Montgomerie gaf ze simpelweg een nummer, beginnend met K. Met een hoogte van 8619 meter werd de K2 als de op een na hoogste berg bestempeld. De medewerkers van Montgomerie verbleven tijdens grote delen van de metingen in Kasjmir in hoger gebied. Vaak werd boven de 5000 meter gewerkt en eenmaal is zelfs een waarnemingspunt ingericht op ruim 6500 m.

## Het project onder James Walker

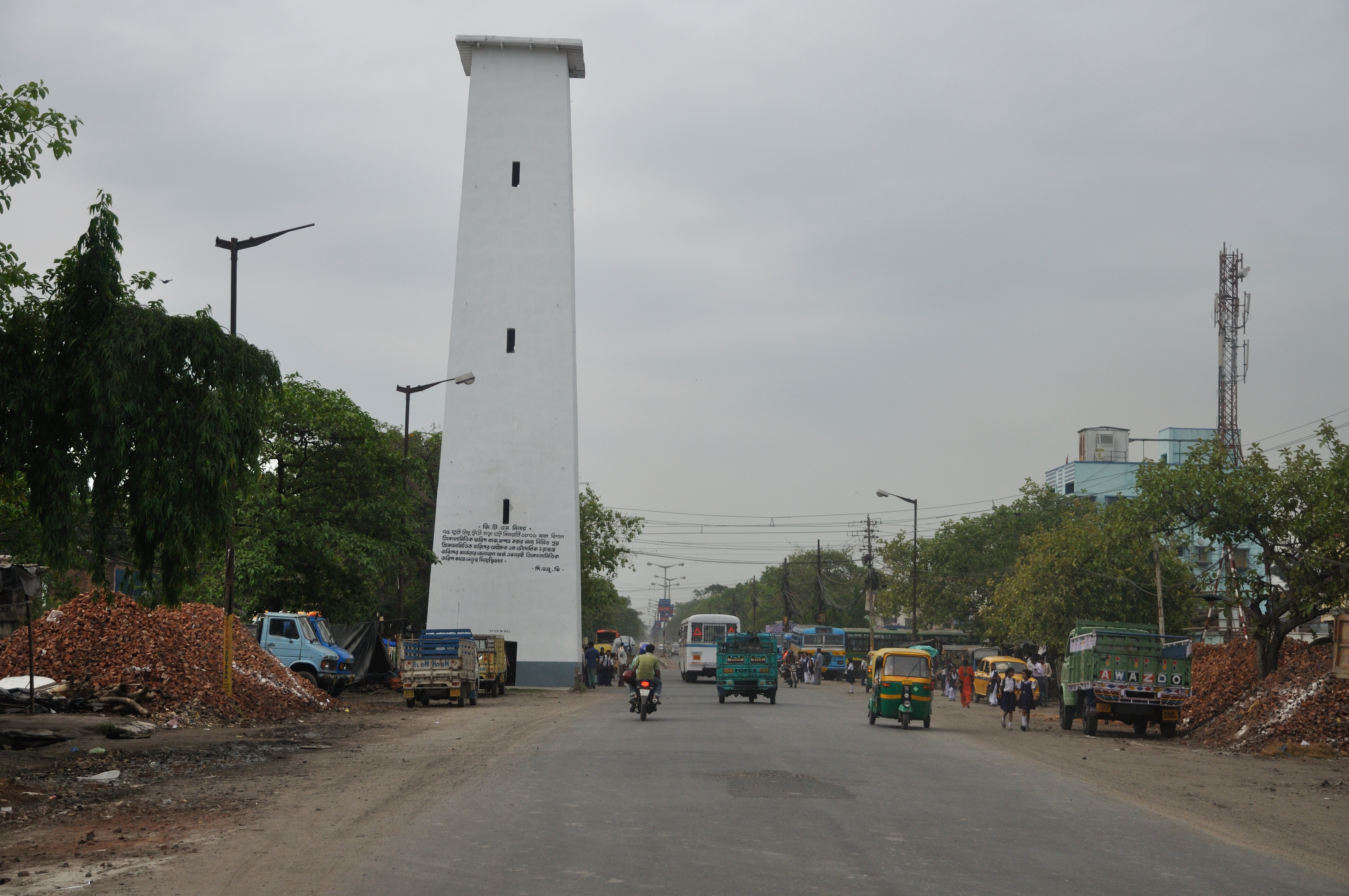
Een voorbeeld van een voor de metingen gebouwde toren, nabij Calcutta

Na het vertrek van Waugh werd James Thomas Walker in 1861 benoemd tot hoofd van het project waarvoor hij sedert 1853 werkzaam was. In de twee jaar daarna voltooide men de metingen in het noordwesten van Brits-Indië, waarna de meetploegen weer naar het oosten trokken. Bij de stad Visakhapatnam, aan de oostkust, werd in 1862 een nieuwe basislijn opgemeten. Deze was reeds berekend in een serie die in het op 770 km afstand gelegen Calcutta was gestart. De gemeten afwijking bleek niet veel groter dan een centimeter. De nieuwste basislijn werd met een serie van metingen over zo'n 900 km verbonden met de stad waar Lambton in 1802 was begonnen: Chennai. Aansluitend werd het netwerk naar het zuiden doorgetrokken en via een tussenliggend eiland met meetseries op Sri Lanka verbonden.
Van 1862 tot 1867 berekende men een meetserie van Calcutta naar de oostgrens van Brits-Indië. Daar was de jungle op plaatsen zo dik dat er eerst langs zichtlijnen moest worden ontbost voordat waarneming konden beginnen. Aansluitend werden meetketens langs de oostgrens uitgezet, naar de Himalaya in het noorden en naar de stad Pyay in Burma (tegenwoordig Myanmar).

### Afronden van de Great Trigonometrical Survey
In de jaren na 1867 liet Walker nog vele kleine, aansluitende meetseries uitvoeren. Ook werden eerder gemeten stukken herberekend of zelfs opnieuw opgemeten, daar de meetinstrumenten inmiddels verfijnder waren dan in het begin. Men besloot een verslag van de hele operatie uit te geven. De eerste van de twintig banden van de Account of the Operations of the Great Trigonometrical Survey of India werden in 1871 gepubliceerd. Daarmee gold dat jaar als het moment waarop het project werd voltooid, hoewel de Survey of India altijd is blijven nameten en herberekenen.

## Een kaart van de metingen

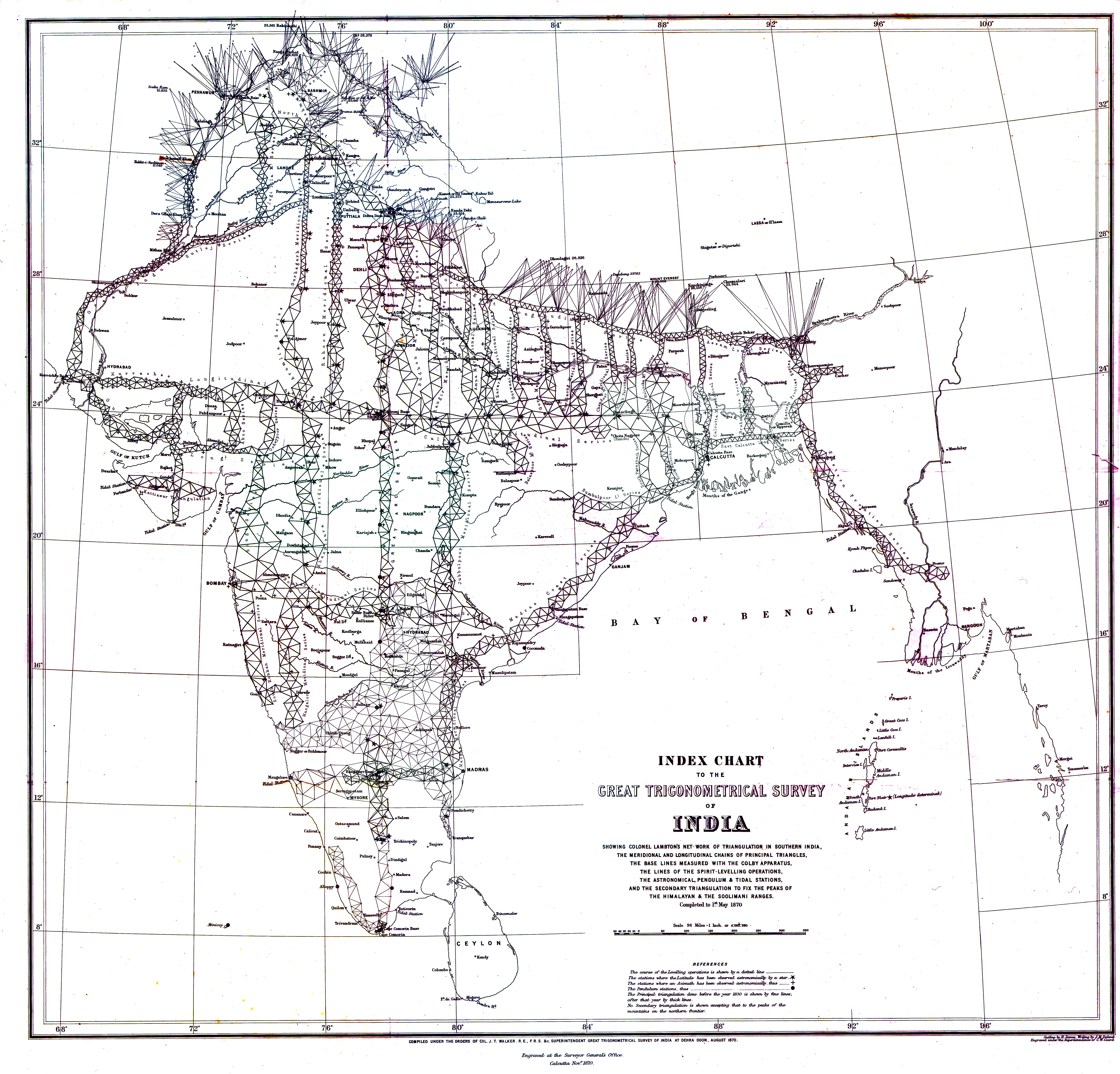
De Index Chart van 1870

Nevenstaande kaart van de metingen werd in 1870 vervaardigd. Het wordt een Index Chart genoemd, een overzichtskaart van het gehele project. Dunne lijnen geven de werkzaamheden vóór 1830 weer, dikke lijnen die daarna. Een aantal basislijnen is met extra dikte aangegeven, maar niet alle. Een deel van de basislijnen en metingen die de bronnen vermelden, is op deze kaart niet weergegeven.
Verder zijn onder meer de getijdenstations ("Tidal Station") aangegeven, waar het gemiddeld zeeniveau gemeten is. Ook de sterrenwachten, waar men de geografische lengte en breedte met grote precisie met astronomische metingen vaststelde, zijn ingetekend.
In het noorden zijn de metingen naar de bergtoppen van de Himalaya te herkennen. Aan de driehoeken is te zien dat zij van grotere afstand gemeten zijn. Hetgeen ook niet anders mogelijk was, daar de autoriteiten in Nepal en Tibet de landmeters niet op hun grondgebied toelieten. De bergen van onder andere de Karakoram in het uiterste noorden zijn op dezelfde wijze gemeten en weergegeven.

## Meet- en rekenfouten
Ondanks de toewijding waarmee de landmeters hun taken uitvoeren, sluipen er altijd her en der foutjes in. Uit een brief aan de Royal Geographical Society van George Everest (april 1861) valt op te maken dat er sprake was van meetfouten aan de driehoeksmeting door Lambtons team in zuidelijk India. De Survey of India moest waar mogelijk controlemetingen en herberekeningen uitvoeren.
Eind negentiende eeuw raakte bekend dat de hoogteverschillen tijdens hele meetseries verkeerd waren berekend, zij het dat de fouten slechts in de orde van een fractie van een voet waren. Begin twintigste eeuw moesten landmeters in India daartoe opnieuw het veld in, om metingen uit te voeren. Zij werden daarbij gehinderd door het feit dat veel op heuvels, bergen en gebouwen aangebrachte markeringen waren verwijderd of beschadigd. In de hierboven genoemde brief maakte Everest daar al gewag van en hij schreef het deels toe aan "bijgelovige gebruiken van de inheemse bevolking van India". Anderzijds stelde hij ook onomwonden dat de wetenschappelijke methodes na zijn actieve loopbaan enorme verbeteringen hadden ondergaan.
Nieuwe meettechnieken in de geodesie in de twintigste eeuw, niet in de laatste plaats die door middel van satellieten, hebben zo'n verbetering van de nauwkeurigheid opgeleverd dat alle verkregen waarden meermaals opnieuw bepaald zijn.